# Mount (유닉스)
사용자가 유닉스 계열 머신에서 파일에 접근하려면 그에 앞서 파일을 포함하고 있는 파일 시스템을 mount 명령어를 이용하여 마운트된 상태여야 한다. mount는 SD 카드, USB 저장소, DVD, 기타 이동식 저장소에 자주 사용된다.
mount 명령어는 운영 체제에게 파일 시스템이 사용 준비가 되어있음을 지시하고 이를 전반 파일 시스템 계층 구조(마운트 지점)에 있는 특정 지점에 연결시킨 다음, 접근에 관련한 옵션을 설정한다. 마운트를 통해 파일 시스템, 파일, 디렉터리, 장치, 특수 파일을 사용자가 사용할 수 있게 한다. 이와 반대되는 명령어인 umount는 운영 체제에게 파일 시스템을 마운트 지점으로부터 연결을 해제할 것을 지시하며 컴퓨터로부터 분리되어 더 이상 접근을 하지 못하게 한다.
mount와 umount 명령어는 변경 사항을 적용하기 위해서는 루트 사용자 권한이 필요하다. 루트 사용자는 /etc/fstab 파일에서 마운트 가능한 사용자에 대해 파일 시스템을 지정할 수 있다.

## 사용법
마운트된 모든 파티션 보기:
```
$ 
mount

proc on /proc type proc (rw)

sysfs on /sys type sysfs (rw)

devpts on /dev/pts type devpts (rw,gid=5,mode=620)

/dev/sda1 on /boot type ext3 (rw)

/tmp on /var/tmp type none (rw,noexec,nosuid,bind)

10.4.0.4:/srv/export/setup_server on /nfs/setup_server type nfs (ro,addr=10.4.0.4)

```

아래의 예는 HDD(하드 디스크 드라이브)의 두 번째 파티션을 마운트한다:
```
$
 
mount
 
/dev/hda2
 
/media/PHOTOS

```

마운트를 해제하는 명령은 다음과 같다 (물리 디스크 파티션 해제):
```
$
 
umount
 
/dev/hda2

```

(마운트 지점을 가리켜 해제):
```
$
 
umount
 
/media/PHOTOS

```

특정 옵션을 사용하여 파티션을 다시 마운트하려면 다음과 같이 입력한다:
```
$
 
mount
 
-o
 
remount,rw
 
/dev/hda2

```

## 같이 보기
- 마운트